# Данциг, Май Вольфович
Май Во́льфович Да́нциг (бел. Май Вольфавіч Данцыг; 27 апреля 1930, Минск — 26 марта 2017, там же) — советский и белорусский живописец-монументалист. Лауреат премии Ленинского комсомола Белоруссии (1968). Заслуженный деятель искусств Белорусской ССР (1973). Народный художник Беларуси (1995). Кавалер ордена Франциска Скорины (2005) и Ордена Почёта (2010). Профессор (1980). Член Союза художников СССР с 1960 года.

## Биография
Родился в семье преподавателя физкультуры, в детстве три года отучился в музыкальной школе. В 1941 году вместе с родителями и сестрой эвакуировался в Ульяновск, в Минск вернулся в 1944 году. Окончил в 1952 году Минское художественное училище, в 1958 году — Московский художественный институт имени В. И. Сурикова.
С 1958 года преподавал в Белорусском государственном театрально-художественном институте (ныне Белорусская государственная академия искусств). С 1980 года — профессор. С 2001 по 2011 год — заведующий кафедрой станковой живописи. С 1962 года входил в правление Союза художников БССР.
С 1988 по 2001 год — председатель Минского городского объединения еврейской культуры имени Изи Харика. Способствовал появлению в Минске первой еврейской воскресной школы (1990). В первой половине 1990-х гг. в качестве председателя общественной комиссии по созданию Мемориального комплекса «Яма» занимался проблемами увековечения памяти узников Минского гетто. В 1995 г. был членом редколлегии газеты «Авив хадаш» (Минск). Был вице-президентом Союза белорусских еврейских общественных организаций и общин.
Умер 26 марта 2017 года, похоронен на Восточном кладбище Минска.

## Картины

«Мой город древний, молодой» в Национальном художественном музее Минска

- «Навстречу жизни» (1958; дипломная работа)
- «Новосёлы» (1962)
- «Солнечный день» (1966)
- «Мой Минск» (1967)
- «Беларусь — мать партизанская» (1967)
- «Партизанская свадьба» (1968)
- «О Великой Отечественной…» (натюрморт, 1968)
- «Мой город древний, молодой» (1972)
- «И помнит мир спасённый…» (1985—1995)

Портреты Анатолия Аникейчика, Алеся Адамовича, Василя Быкова, Алексея Косыгина, Михаила Суслова и многих других современников.